# Graellsia isabellae
Graellsia isabellae is een vlinder uit de familie van de nachtpauwogen (Saturniidae). De soort komt alleen voor in Frankrijk en Spanje, en sinds 1987 in Zwitserland (mogelijk geïntroduceerd). De waardplanten van deze soort zijn Pinus-soorten. De vlinder overwintert als pop. De spanwijdte van de volwassen vlinder is 65 tot 100 millimeter, gekweekte exemplaren kunnen kleiner zijn. Het mannetje heeft aanzienlijk langere staarten aan zijn achtervleugel dan het vrouwtje. Door de groene grondkleur en de donkere tekening langs de aderen is hij goed gecamoufleerd tussen dennennaalden. Hij vliegt op hoogtes van 500 tot 1800 meter in dennenbossen. De soort heeft één jaarlijkse generatie, die vliegt van maart tot in juli.

## Foto's

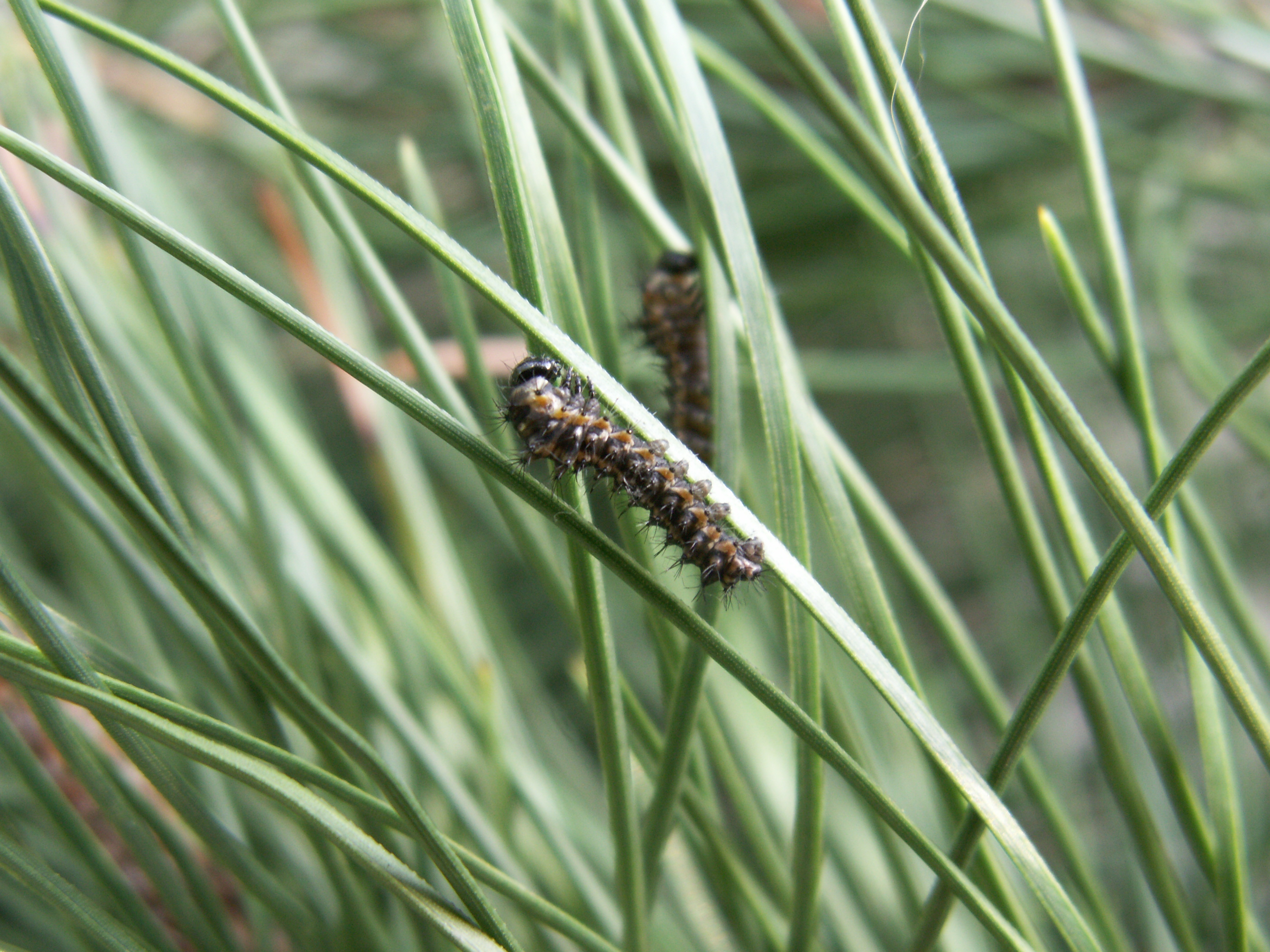
rups, 1e stadium
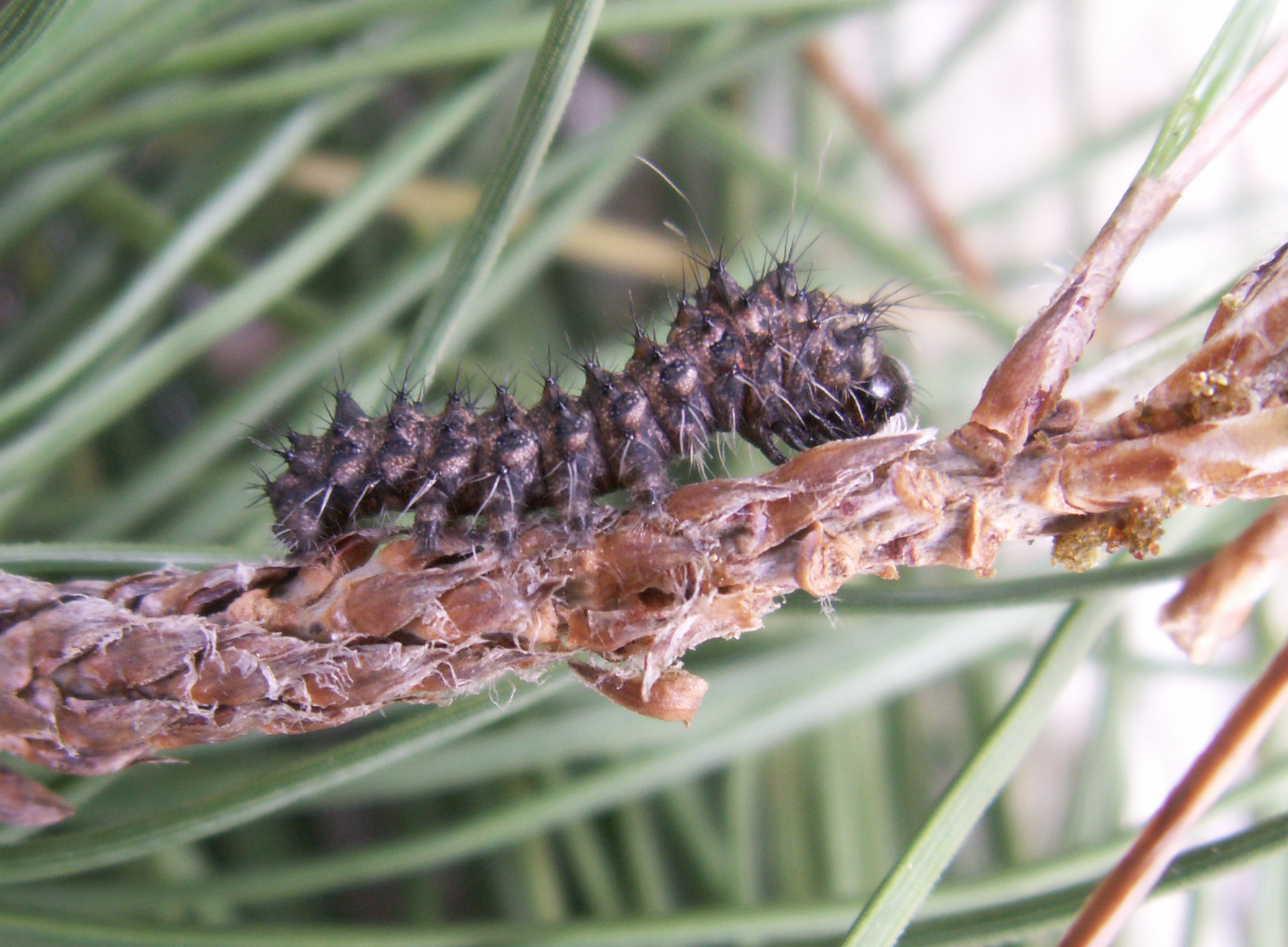
rups, 2e stadium
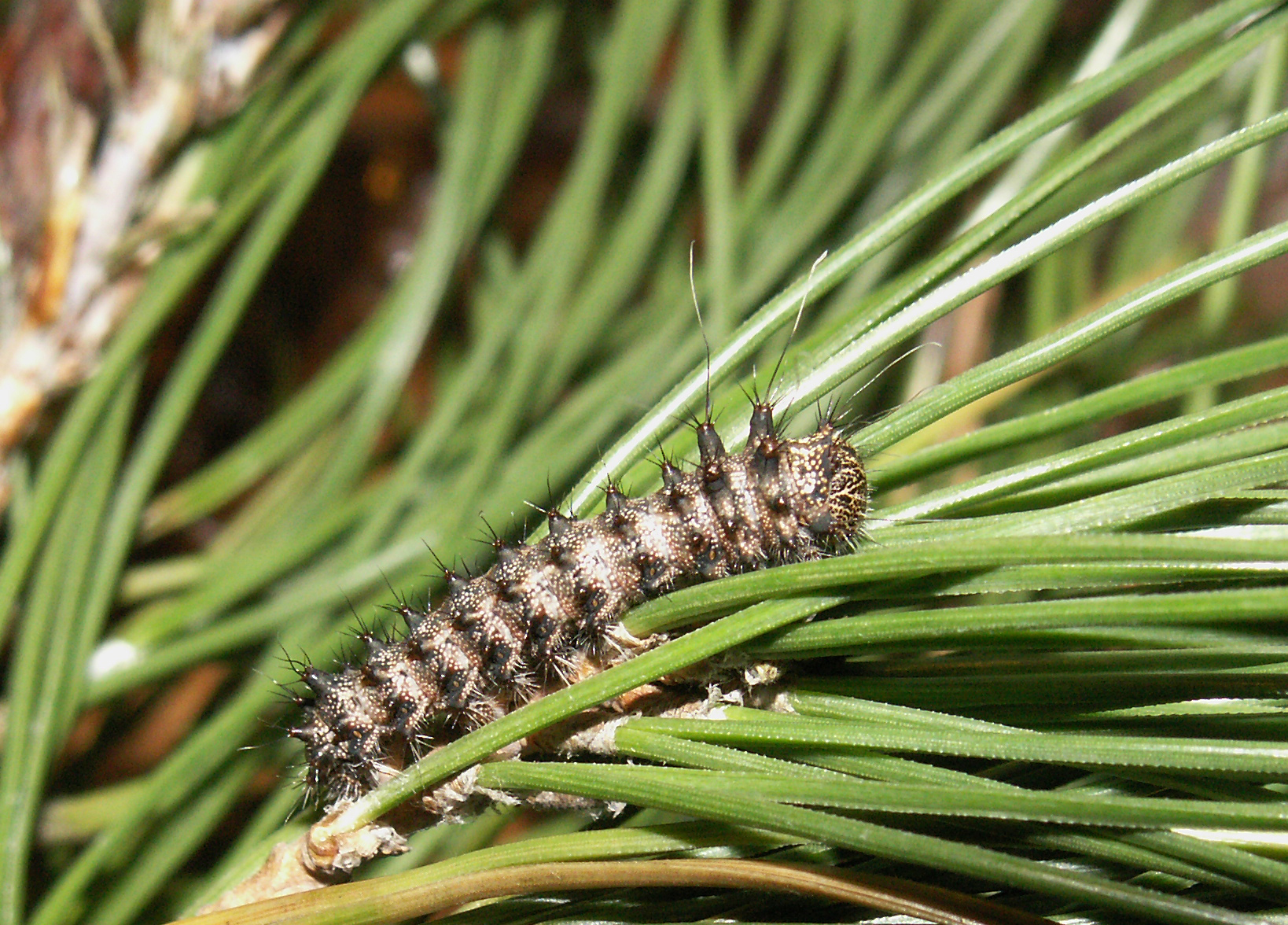
rups, 3e stadium
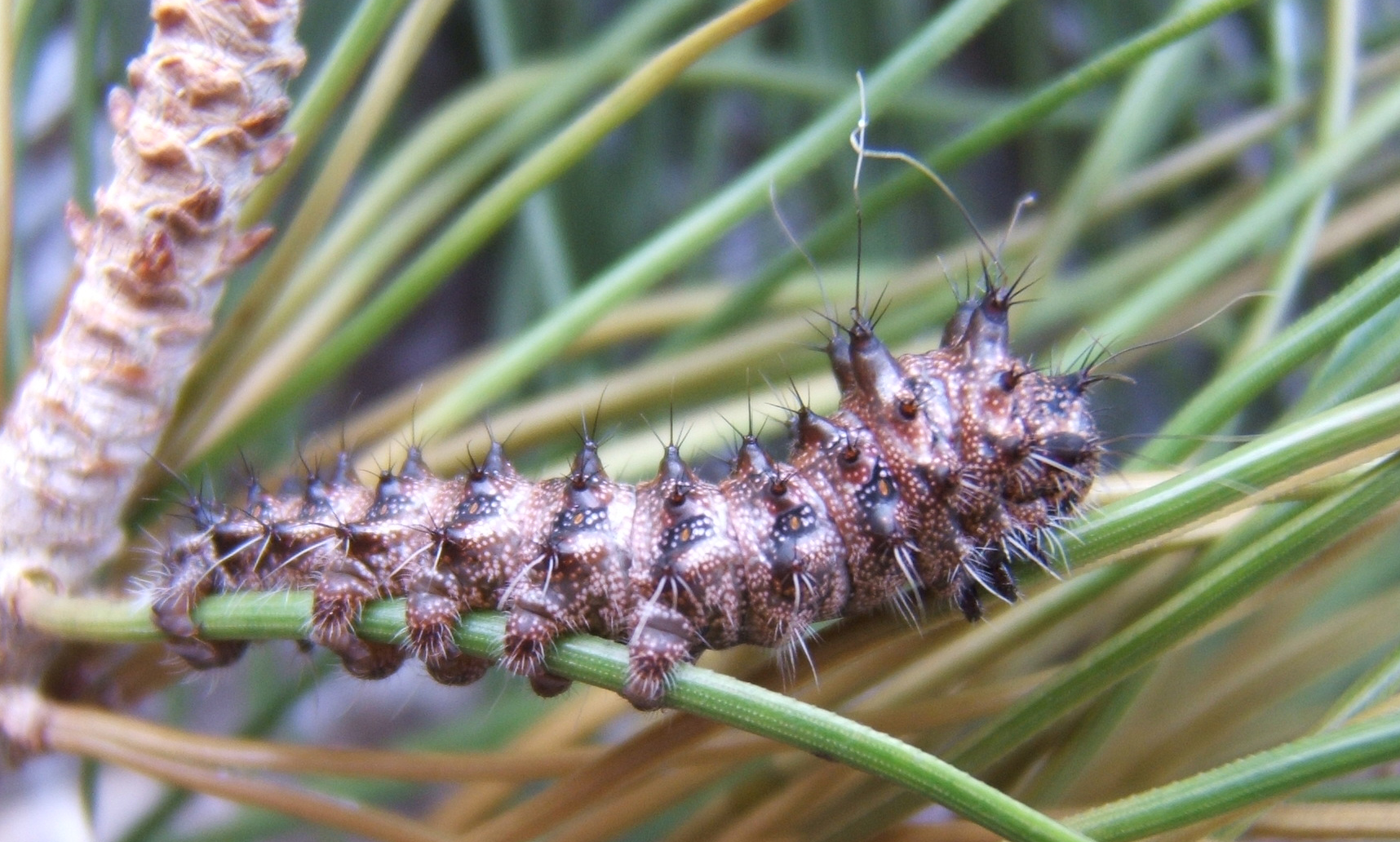
rups, 3e stadium
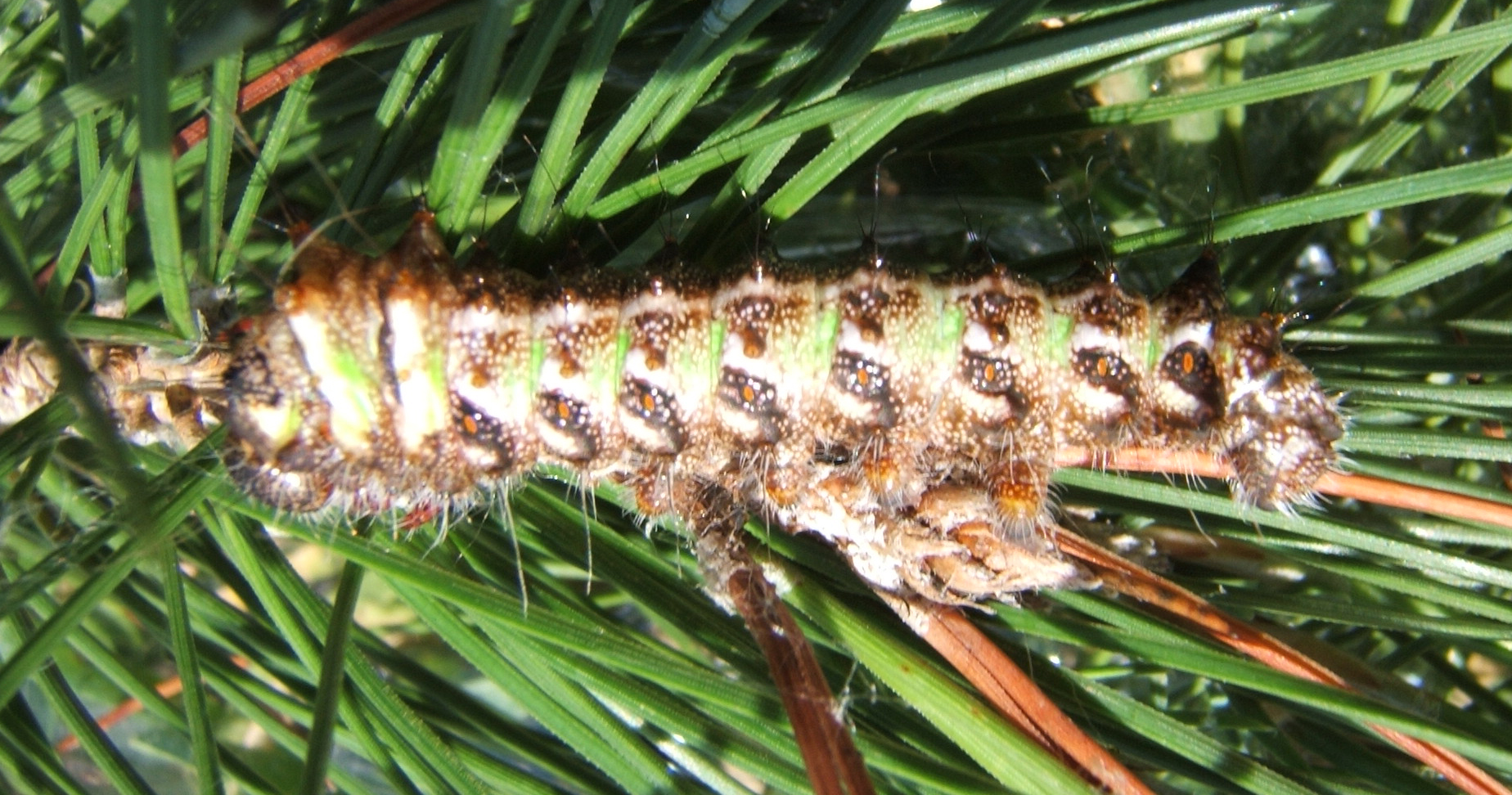
rups, 4e stadium
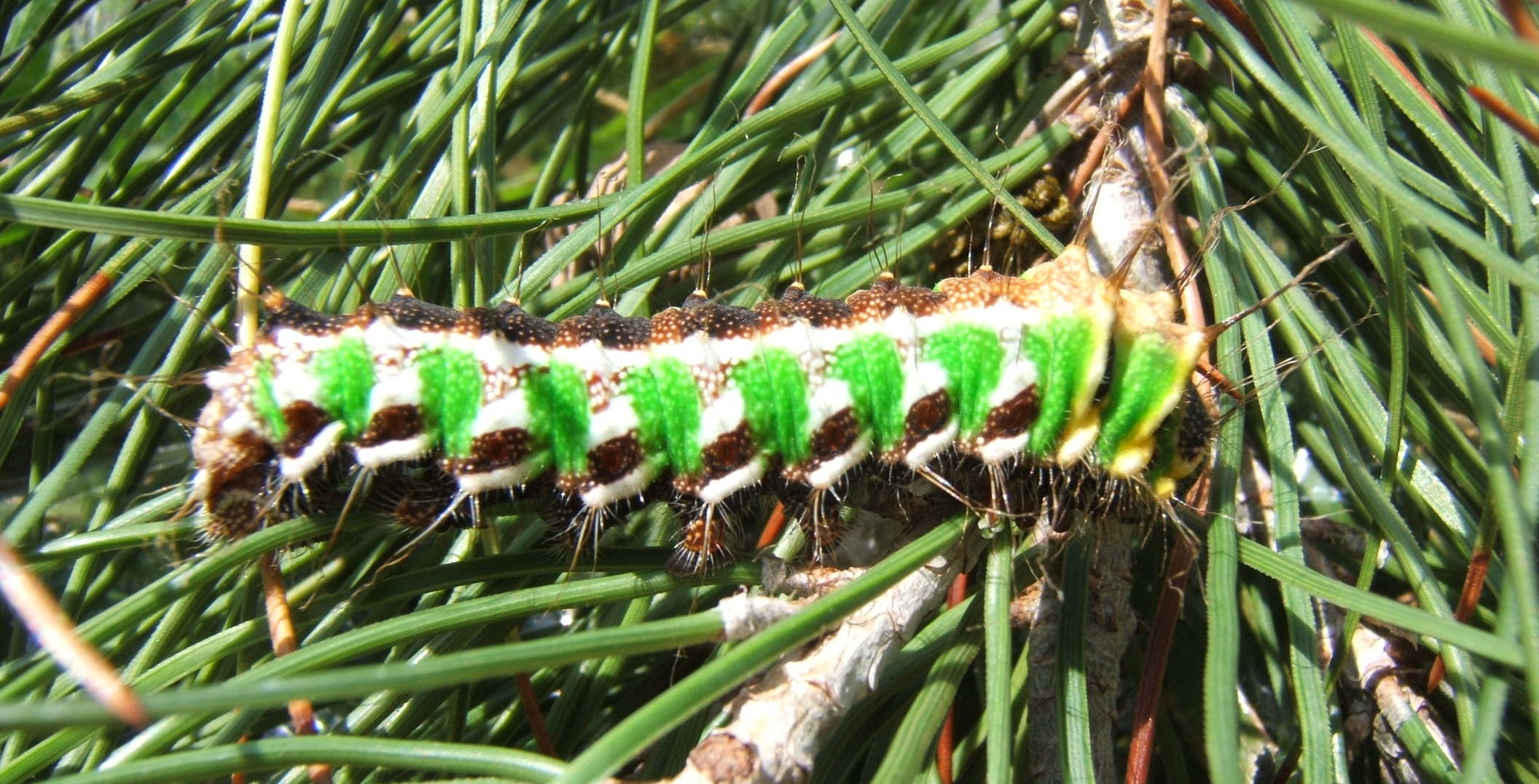
rups, 5e stadium
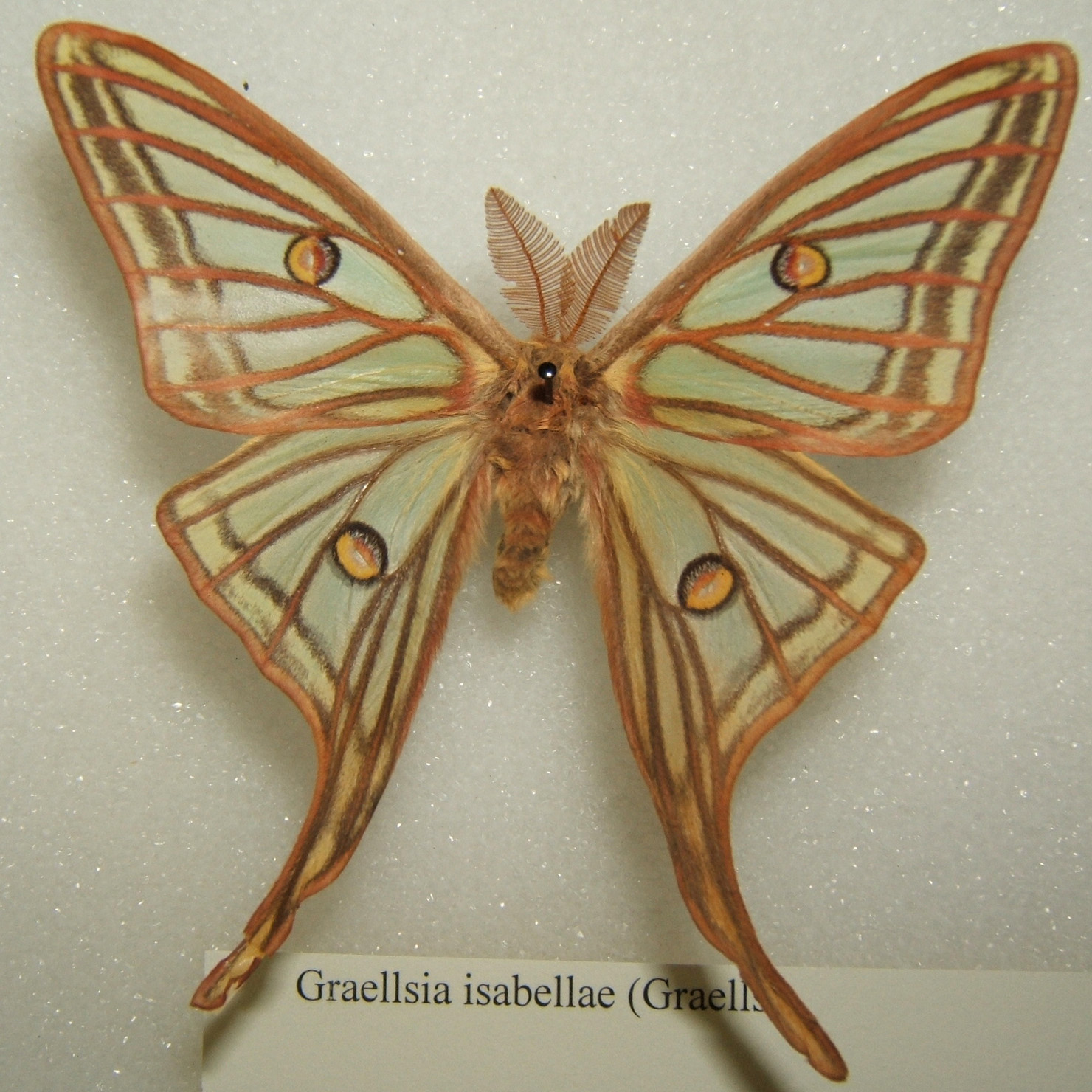

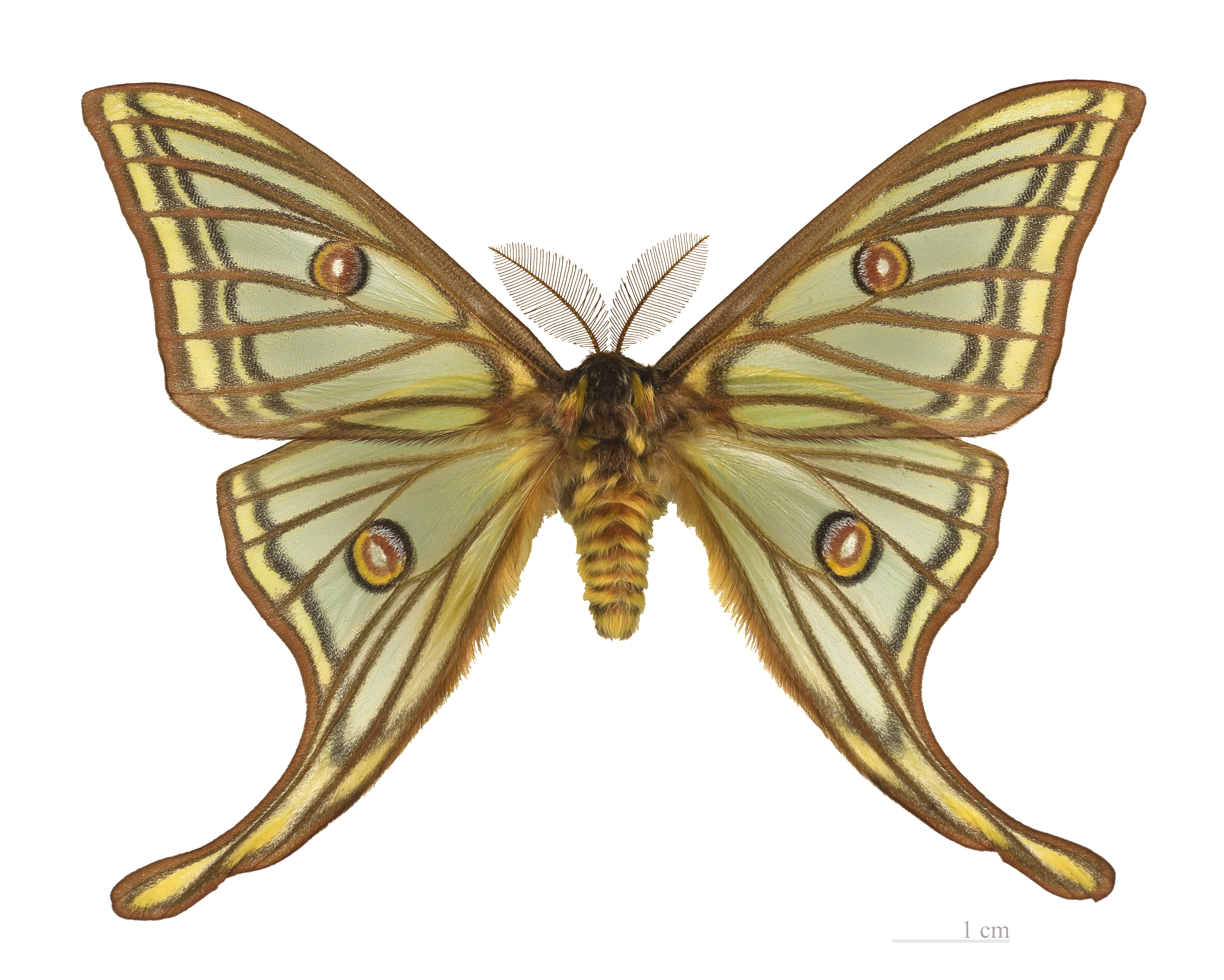
museumexemplaar, mannetje
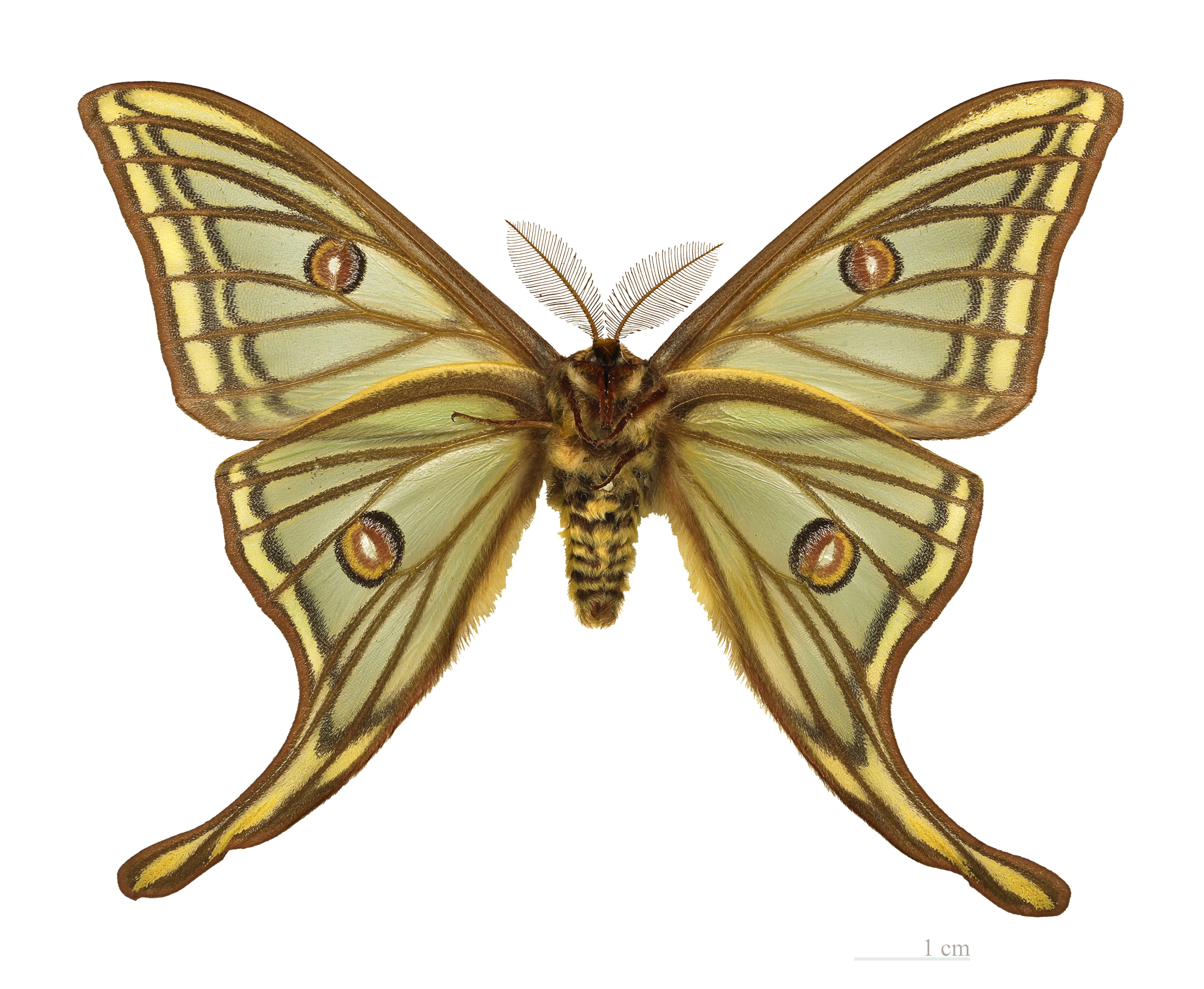
zelfde exemplaar, onderzijde
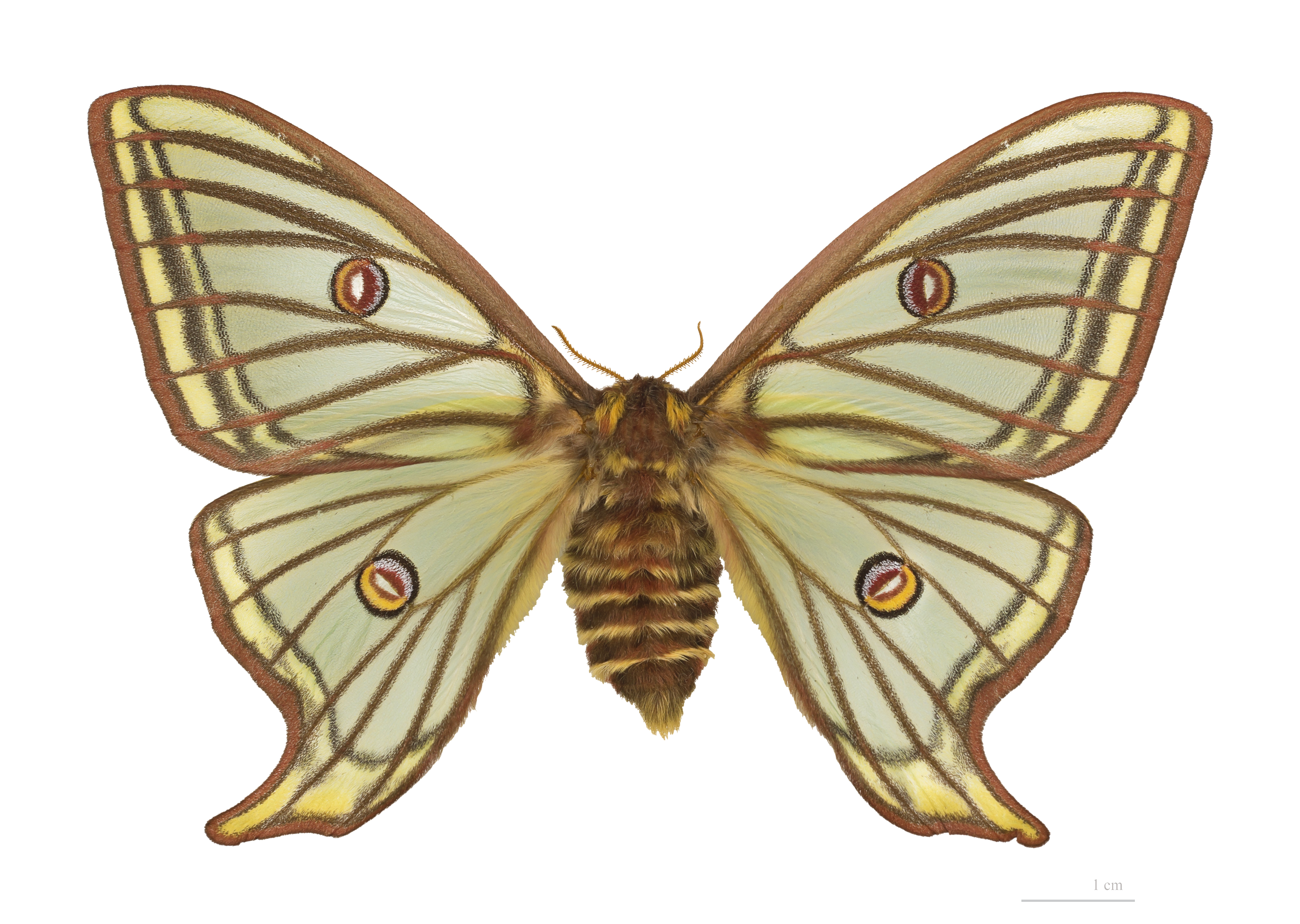
museumexemplaar, vrouwtje
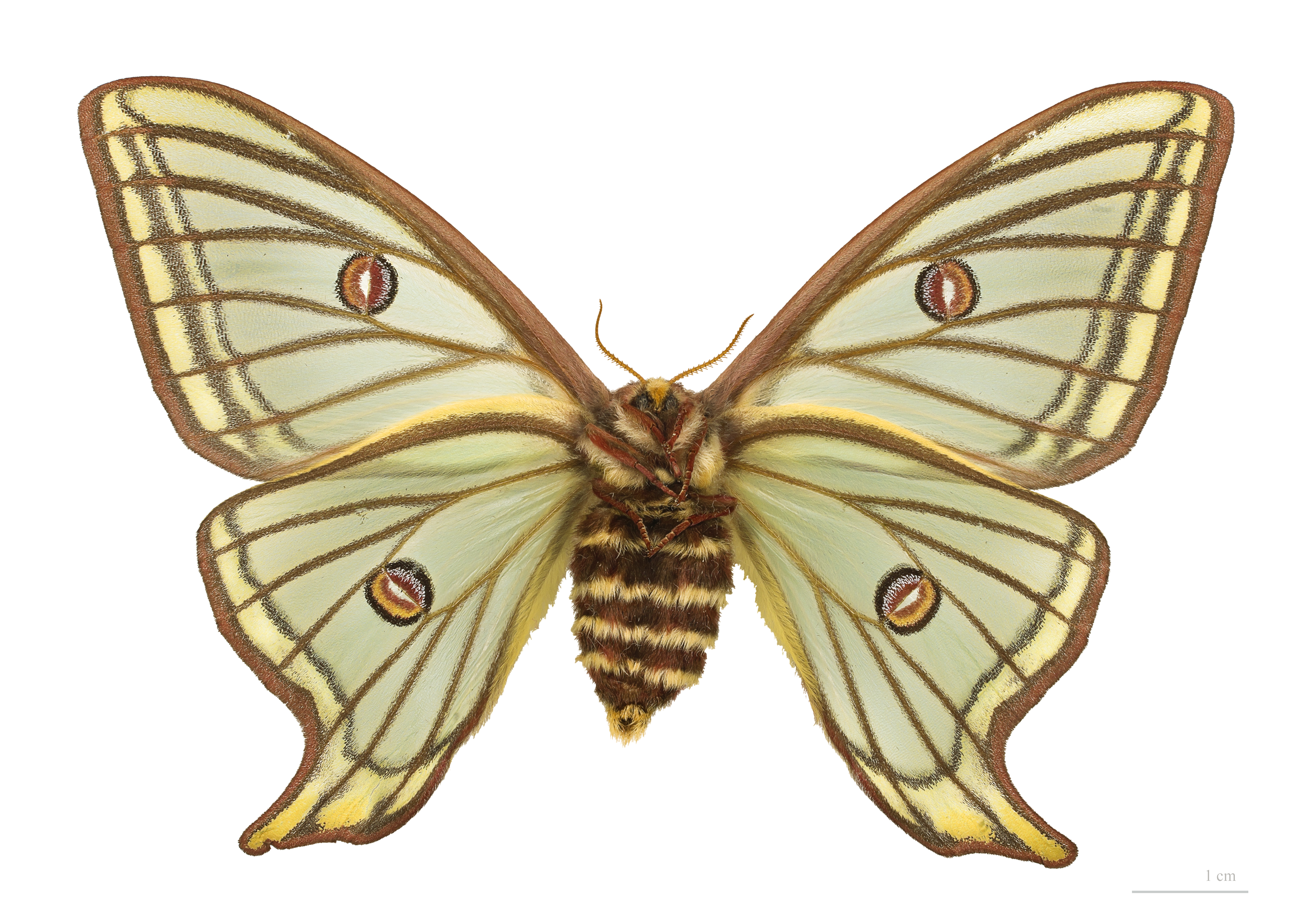
zelfde exemplaar, onderzijde